# ニコライ・マルコ
ニコライ・アンドレーヴィチ・マルコ（ウクライナ語: Мико́ла Андрі́йович Малько́；ロシア語: Никола́й Андре́евич Малько́；英語: Nikolai Malko; 1883年5月4日 チェルニーヒウ州セマクィ - 1961年6月23日 シドニー）はソビエト連邦ウクライナ出身の指揮者。　

## 経歴
修学期
1883年、ロシア帝国領セマクィに生まれた。父親がウクライナ人で母親がロシア人の家庭であった。ペテルブルク大学で哲学を修め、初期には音楽評論家としてロシア帝国で著作を出版するかたわら、ピアニストとして、その後は指揮者としても演奏活動を開始した。1906年に歴史学と語学を修めてペテルブルク大学を卒業。ペテルブルク音楽院にも籍を置き、ニコライ・リムスキー＝コルサコフやアレクサンドル・グラズノフ、アナトーリー・リャードフ、ニコライ・チェレプニンらに師事した。
指揮者となる
1909年に音楽院を修了してマリインスキー劇場の指揮者に就任、それから6年後には首席指揮者に昇格した。1909年よりミュンヘンにおいてフェリックス・モットルに指揮法を師事し、特にリヒャルト・ワーグナーを研究した。
1918年にヴィテプスク音楽院の院長に就任し、1921年からはモスクワ音楽院で教鞭を執った。1921年から1924年までヴィテプスクとモスクワ以外のキエフやハリコフでも指揮法の指導に携わった。1925年よりレニングラード音楽院の教授に就任。1926年にレニングラード・フィルハーモニー交響楽団の常任指揮者に就任し、同年には門人ドミートリイ・ショスタコーヴィチの《交響曲 第1番 ヘ短調》の世界初演を指揮した。翌1927年には、ショスタコーヴィチの《交響曲 第2番「十月革命に捧ぐ」》を初演して同作を献呈されている。また、ニコライ・ミャスコフスキーの《交響曲 第5番》の初演も指揮しており、ミャスコフスキーから《交響曲 第9番》を献呈された。
1928年にレニングラード・フィルハーモニー交響楽団の指揮者の座をアレクサンドル・ガウクに譲り渡すと、自らは音楽院での指導を続けた。
ソビエト出国後
1929年に西側からの出演要請を受けたのを機に、妻ともどもソビエト連邦を去り、ウィーンやプラハに移住。コペンハーゲンにも暮らしており、デンマーク放送交響楽団の創設に手を貸して永久客演指揮者の称号を与えられている。第二次世界大戦が勃発すると、1940年に渡米して指揮法の教師となった。指揮法の技術についての見解をまとめて、1950年に『指揮者と指揮棒（英語: The Conductor and his Baton）』を上梓している。現在アメリカ合衆国で利用されているエリザベス・グリーン（Elizabeth A. H. Green）の手引書『近現代の指揮者（英語: The Modern Conductor）』（1996年）は、マルコが『指揮者と指揮棒』で唱えた原理にあからさまに依拠したものである。コペンハーゲン時代よりEMIレーベルに積極的な録音を開始し、ロンドンではフィルハーモニア管弦楽団を指揮して録音に取り組んだ。1951年にはデンマーク放送交響楽団を指揮してヴァウン・ホルンボーの《交響曲 第7番》の初演を指揮した。1954年にはイギリスでヨークシャー交響楽団の首席指揮者に迎えられている。
オーストラリア移住以降
1956年にオーストラリアに渡ってシドニー交響楽団の首席指揮者に着任し、1961年にシドニーに歿するまで音楽監督に地位にあった。1959年に米国国務省の認可を受けてソ連文化省の招聘に応じ、30年ぶりに帰国を果たしてモスクワやレニングラード、キエフを指揮して廻った。また同年には、東京交響楽団に招かれて日本にも訪れた。1960年にデンマーク王フレゼリク9世よりダンネブロ騎士勲章を授与された。

### その他
- アメリカ合衆国で結成された国際的な職業音楽家の組合「デルタ・オミクロン（ΔΟ）」の会員であった[4]。
- 『ショスタコーヴィチの証言』においては、ヴィンセント・ユーマンスの《二人でお茶を》を編曲するように慇懃な口調でショスタコーヴィチをそそのかしたとして揶揄されている。
- EMIの最初の公式のステレオ録音は、マルコがフィルハーモニア管弦楽団を指揮して演奏した、一連のプロコフィエフ作品を対象にして行われた（1955年２月）。すなわち、《古典交響曲》や《交響曲 第7番「青春」》、組曲《3つのオレンジへの恋》の音源である。

### 音源
- Horowitz plays Ciaikowsky concerto (1934) (rare)
- Nikolai Malko / Philharmonia Orchestra 1812 Overture Pt. 1
- Nikolai Malko / Philharmonia Orchestra 1812 Overture Pt. 2

## 註釈
1. ↑  キリル文字の表記に従うと、「ムイコーラ・アンドリーヨヴィチ・マリコー」「ニコラーイ・アンドレーエヴィチ・マリコー」となる。
2. ↑  “Reference for Malko's 1920 Premiere of Myaskovsky's 5th Symphony”. 2007年1月12日閲覧。
3. ↑  Rapoport, Paul (1996). The compositions of Vagn Holmboe : a catalog of works and recordings with indexes of persons and titles. Copenhagen : Edition W. Hansen. p. 46. ISBN 87-598-0813-6
4. ↑  Delta Omicron Archived 2010年1月27日, at the Wayback Machine.